# 赖萨克多德
赖萨克多德（法語：Raissac-d'Aude，法語發音：[ʁɛsak dod] ⓘ）是法国奥德省的一个市镇，位于该省东北部，奥德河右岸，属于纳博讷区。

## 地理
赖萨克多德（43°13'43"N, 2°52'48"E）面积5.93 平方千米，位于法国奧克西塔尼大區奥德省，该省份为法国南部沿海省份，北起塔恩省，西北接上加龙省，西接阿列日省，南至东比利牛斯省，东临地中海，东北与埃罗省接壤。
与赖萨克多德接壤的市镇（或旧市镇、城区）包括：卡内、马尔科里尼昂、内维扬、圣纳泽尔多德、米内尔瓦地区旺特纳克、维勒代涅。

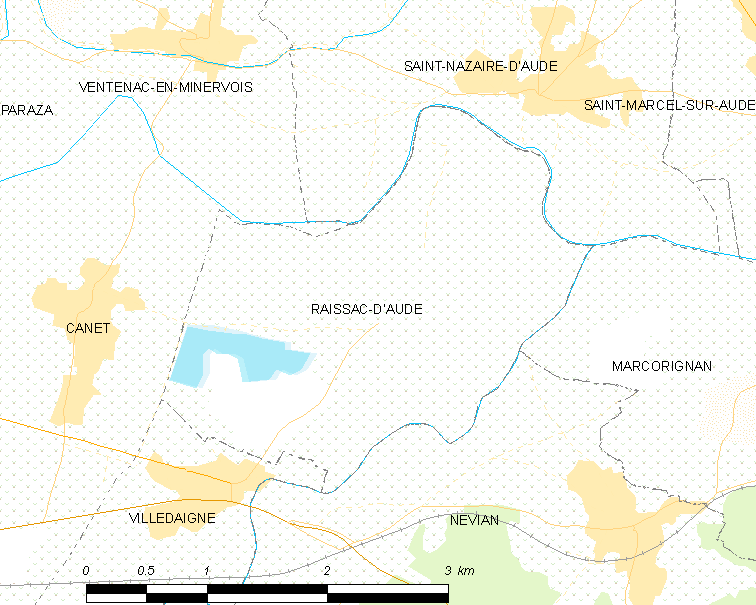
赖萨克多德的OSM定位图

赖萨克多德的时区为UTC+01:00、UTC+02:00（夏令时）。

## 行政
赖萨克多德的邮政编码为11200，INSEE市镇编码为11307。

## 政治
赖萨克多德所属的省级选区为南密涅瓦县。

## 人口

1962-2008年间赖萨克多德人口变化图示

赖萨克多德于2022年1月1日时的人口数量为234人。